# Buchi Emecheta
Florence Onyebuchi "Buchi" Emecheta OIB (Lagos, Nigeria, 21 de julio de 1944 – Londres, Reino Unido, 25 de enero de 2017) fue una escritora nigeriana radicada en el Reino Unido desde 1962, autora de más de 20 libros, incluyendo Ciudadana de segunda (1974), El precio de la novia (1976), La chica esclava (1977) y Las delicias de la maternidad (1979). 

## Biografía
Emecheta nació el 21 de julio de 1944, en Lagos, Nigeria. Su madre Alice (Okwuekwuhe) Emecheta y su padre Jeremy Nwabudinke eran de origen igbo. Su padre era un trabajador ferroviario y su madre ama de casa. Debido al sesgo de género de la época, la joven Buchi Emecheta fue inicialmente mantenida en casa mientras su hermano, menor que ella, fue enviado a escuela; pero después de persuadir a sus padres sobre los beneficios de su educación, pasó su niñez en una escuela misionera de niñas. Su padre murió cuando Emecheta tenía 9 años. Un año más tarde, Emecheta recibió una beca completa para asistir a la Escuela Metodista de niñas, donde permaneció hasta los 16 años, cuando en 1960, se casó con Sylvester Onwordi, un estudiante con quien se la había prometido a los 11 años.
Onwordi se trasladó inmediatamente a Londres para asistir a la universidad y Emecheta le acompañó en 1962 con sus dos primeros niños. Dio a luz a 5 criaturas en 6 años. Fue un matrimonio infeliz y en ocasiones violento (así lo relata en sus escritos autobiográficos como Ciudadana de segunda clase). Para mantener la cordura, Emecheta escribió en su tiempo libre; aun así, su marido se mantuvo receloso de sus escritos y quemó su primer manuscrito. El Precio de la Novia, finalmente publicado en 1976, habría sido su primer libro, pero tuvo que reescribirlo después que ser destruido: "Pasaron cinco años entre las dos versiones." A los 22 años, Emecheta dejó a su marido. Mientras trabajaba para sacar adelante sola a sus cinco hijos, en 1972 terminó sus estudios de Sociología en la Universidad de Londres. Más tarde obtuvo su doctorado en esa misma universidad en 1991.

## Trayectoria profesional
Empezó a escribir sobre sus experiencias vitales como británica negra en una columna regular en el Estadista Nuevo, y una colección de estas piezas se convirtió en su primer libro publicado en 1972, En la cuneta. La novela semiautobiográfica relata las luchas de la protagonista principal, llamada Adah, quién está forzada a vivir en una urbanización mientras trabaja como bibliotecaria para apoyar a sus cinco niños. Su segunda novela, publicada dos años más tarde, Ciudadana de segunda clase (Allison y Busby, 1974), también se basó en las propias experiencias de Emecheta. Ambos libros fueron finalmente publicados en un solo volumen bajo el título La historia de Adah (Allison y Busby, 1983).
De 1965 a 1969, Emecheta trabajó como agente de biblioteca para el Museo británico en Londres. De 1969 a 1976 fue trabajadora juvenil y socióloga para la Autoridad de Educación de Londres Interior, y de 1976 a 1978 fue trabajadora social en Camden, en el norte de Londres.
Debido a su éxito como autora, Emecheta viajó extensamente como profesora visitante y lectora. Visitó varias universidades americanas, incluyendo la Universidad Estatal de Pensilvania, la Universidad Rutgers, la Universidad de California, Los Ángeles, y la Universidad de Illinois en Urbana-Champaign. De 1980 a 1981, fue profesora asociada senior y visitante de inglés en la Universidad de Calabar, Nigeria. 
De 1982 a 1983 Emecheta, junto con su hijo Sylvester, dirigió la compañía editorial Ogwugwu Afor, publicando su propio trabajo bajo ese sello. 
Emecheta recibió una beca del Consejo de Artes de Gran Bretaña, 1982–83, y fue una de las seleccionadas de Granta en su lista de "Mejores novelistas jóvenes británicos" en 1983. En 1982 dio clase en la Universidad de Yale, y la Universidad de Londres. Se convirtió en miembro de la Universidad de Londres en 1986.
A lo largo de los años trabajó con muchas organizaciones culturales y literarias, incluyendo el Centro de África, Londres, y con el Premio Caine para escritura africana como miembro del Consejo consultivo.
Buchi Emecheta sufrió un derrame cerebral en 2010, y murió en Londres el 25 de enero de 2017, a los 72 años.

## Obras
Sus ensayos sobre la esclavitud, la maternidad, la libertad y la independencia de las mujeres a través de la educación obtuvieron el reconocimiento de los críticos. Emecheta describió sus historias como "historias del mundo donde las mujeres afrontan los problemas universales de la pobreza y la opresión, y cuanto más se alarguen, sin distinción de su origen, más idénticos son los problemas". Ha sido considerada como "la primera mujer novelista negra exitosa que vive en Gran Bretaña después de 1948". También escribió obras, relatos para la infancia y su autobiografía.

### Novelas
- En la cuneta (1972)
- Ciudadana de segunda (1974)
- El precio de la novia (1976)
- La chica esclava (1977); ganador de 1978 Jock Campbell Premio
- Las delicias de la maternidad (1979)
- The moonlight bride (1981)
- Our own freedom (photographs by Maggie Murray) (1981)[23]
- Destination Biafra (1982)
- Naira Power (1982)
- La historia de Adah [En la cuneta/Ciudadana de segunda clase] (Londres: Allison & Busby, 1983).
- La violación de Shavi (1983)
- Double yoke (1982)
- Una clase de matrimonio (Londres: Macmillan, 1986); Pacesetter serie de Novelas.
- Gwendolen (1989) Publicó en los EE. UU. como La Familia[24]
- Kehinde (1994)
- La tribu nueva (2000)

### Autobiografía
- Head above water (1984)

### Infancia/Jóvenes
- Titch the Cat (1979)
- Nowhere to play (1980)
- The wrestling match (1981)

### Obras
- Ju Ju Landlord (1975)[25]
- A Kind of Marriage, BBC, 1976.[26]
- Family Bargain, BBC, 1987.[27]

### Artículos
- The Black Scholar, November–December 1985, p. 51.
- "Feminism with a Small 'f'!" Criticism and Ideology: Second African Writer's Conference, Stockholm 1988, edited by Kirsten H. Petersen, pp. 173–181. Uppsala: Scandinanvian Institute of African Studies, 1988.
- Essence magazine, August 1990, p. 50.
- Reseña de libros de New York Times, 29 de abril de 1990.
- Publishers Weekly, 16 de febrero de 1990, p. 73; reprinted 7 de febrero de 1994, p. 84.
- World Literature Today, Autumn 1994, p. 867.

## Premios y reconocimientos
- Premio Jock Campbell del Estadista Nuevo por La chica esclava (1978)
- En 1983 formó parte de la lista Granta de la revista "Mejores novelistas británicos jóvenes".[28]
- Fue miembro del Consejo Consultivo sobre Raza de la Secretaria de la Casa Británica en 1979.
- En septiembre de 2004, apareció en la fotografía "Un gran día en Londres" tomada en la Biblioteca británica, protagonizada por 50 negros y asiáticos que han contribuido significativamente a la literatura británica contemporánea.[29][30]
- En 2005, recibió la Condecoración de la Orden del Imperio Británico (OIB) por sus servicios a la literatura.
- Recibió un doctorado honorario de literatura de la Universidad Farleigh Dickinson en 1992.[31]